# Jungermannia laxiphylla
Jungermannia laxiphylla là một loài Rêu trong họ Jungermanniaceae. Loài này được C. Gao & X.L. Bai mô tả khoa học đầu tiên năm 2001.